# Lubrikační gel

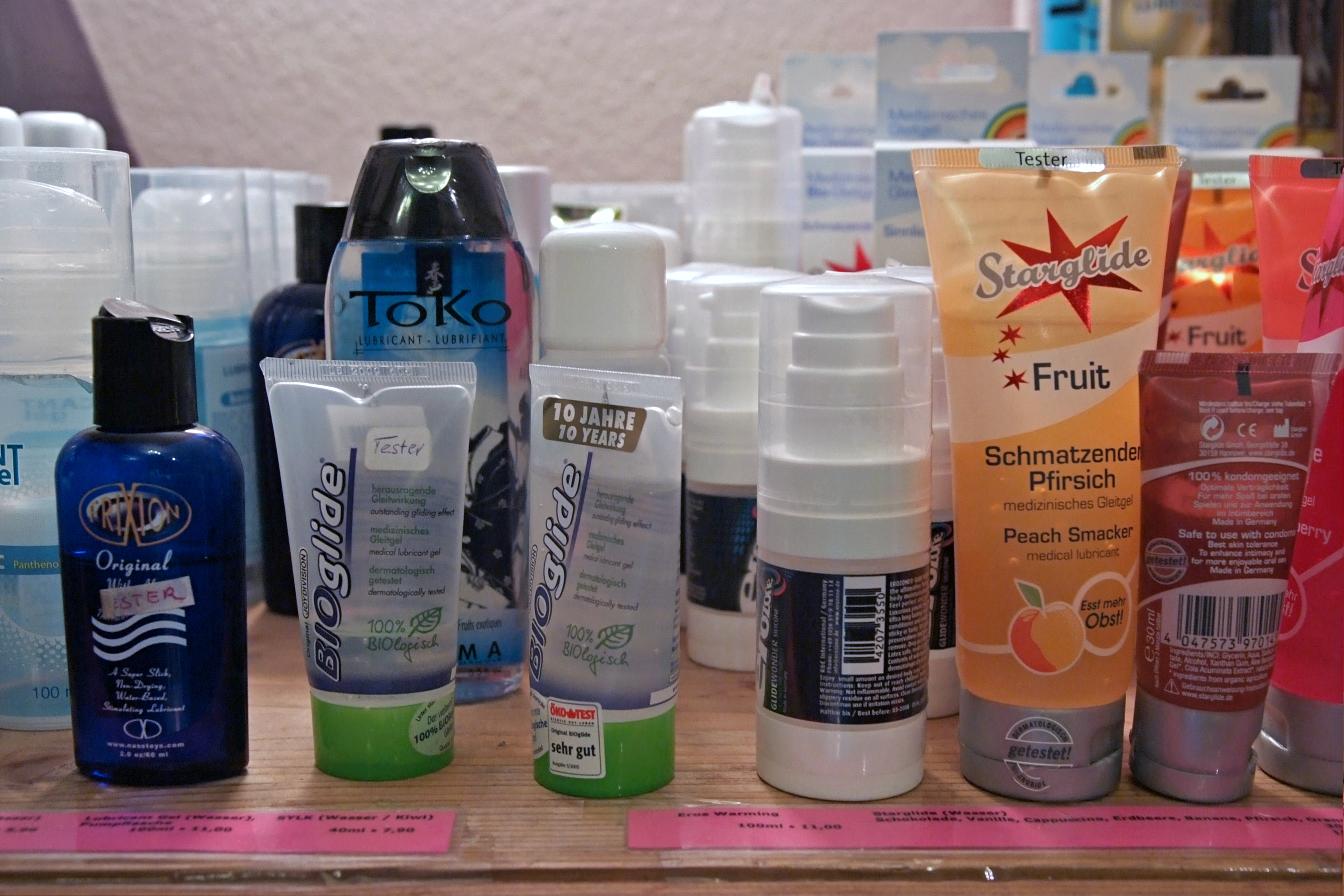
Různé druhy lubrikačních gelů

Lubrikační gel, jinak také  lubrikant, je materiál vytvářející tenký film, který pomáhá snižovat tření lubrikací povrchu (obvykle pokožky). Používá se jako doplňková pomůcka při pohlavním styku, kdy nahrazuje či doplňuje přirozené zvlhčení sliznice, a to jak při vaginálním, tak při análním sexu. Využíván je i při řadě sexuálních praktik, např. při fistingu, a při používání erotických pomůcek jako je vibrátor, dildo apod. Jednotlivé lubrikační gely se liší podle toho, na jaké bázi jsou vyrobeny a fungují.

## Typy gelů
- vodní – vodou rozpustný, nejméně dráždící lidskou pokožku, je vyroben bez použití olejů a silikonu a je naprosto neutrální, použitelný na všechny druhy erotických pomůcek. Vodní lubrikant je nejvhodnější pro použití s kondomem. Jeho nevýhodou je jistá lepivost a rychlé vysychání.
- olejové – na bázi petrolejového želé (vazelína)
- silikonové – na bázi silikonu – je vyroben ze silikonu a dalších přídavných látek, je mastnější, poskytuje déle trvající kluznost než lubrikační gel na vodní bázi. Je doporučený na anální sex, neboť více lubrikuje. Silikon poškozuje erotické pomůcky, které jsou vyrobeny ze silikonu.
- speciální – aromatizované se vyrábí na vodní i na silikonové bázi. Tyto lubrikanty jsou s příměsí lehkého aroma, většinou ovoce. Některé z nich dokonce po ovoci i chutnají a jsou určeny i ke konzumaci.
- anální lubrikanty mohou být také na vodní i silikonové bázi, většinou v sobě obsahují desinfekční složku a lehce znecitlivující složku, pro snadnější roztažení konečníku.
- Speciálně stimulační lubrikanty pro ženy k rychlejšímu dosažení orgasmu jsou relativně novinkou na trhu. Obsahují složku, která zvyšuje citlivost, a tím přispívá k rychlejšímu vyvrcholení.
- Další: hřejivé a chladivé lubrikanty, lubrikanty s efektem oddálení ejakulace a pro lepší erekci, masážní a masturbační, s obsahem feromonů, lubrikační na fisting, pro podporu početí, citlivou pokožku, atd…

## Použití gelu
- medicínské – gynekologické či ultrazvukové vyšetření
- sexuální praktiky – nedostatečná vaginální lubrikace, anální sex

## Náhražky
Místo lubrikačního gelu lze použít i např. olivový olej nebo jiné rostlinné tuky aj.